# Junta governativa paraense de outubro de 1930
A Junta governativa paraense de 1930 foi o primeiro triunvirato formado em decorrência da Revolução de 1930, formado por:
- Mário Midosi Chermont
- Abel Chermont
- Otávio Ismaelino Sarmento de Castro.

A junta assumiu o governo do estado em 24 de outubro, permanecendo no cargo somente dois dias, até 26 de outubro de 1930.